# Yasuo Kobayashi
Yasuo Kobayashi Kobayashi Yasuo (jap. 小林保雄), (urodzony 20 września 1936 r. w Tokio) – japoński nauczyciel aikido posiadający 8 dan Aikikai.
Kobayashi urodził się w Tokio, dołączył do Aikikai Hombu dojo jako uchideshi ucząc się u O'Sensei Morihei Ueshiby w 1954. W 1969, założył swoje własne dojo w Kodaira. Jest również odpowiedzialny za kluby Aikido w Meiji University, Saitama University, oraz Tokyo Economics University. Regularnie zapraszany by uczyć na świecie, na Tajwanie, w Finlandii, Szwecji, Wielkiej Brytanii, Kanadzie, w Nishida Dojo oraz Shikanai Dojos w Brazylii, Niemczech oraz USA.
W styczniu 2003 roku było ponad 120 grup bezpośrednio podlegających lub luźno zrzeszonych (współpracujących) z organizacją Kobayashiego "Aikido Kobayashi Dojo". Za trud włożony w propagowanie Aikido, Kobayashi Dojo otrzymało organizacyjną nagrodę za profesjonalizm od Japan Budo Council w roku 1987.
Yasuo Kobayashi stale przebywa i naucza w swoim dojo w Kodaira w Tokio.
Wpływy Aikido Kobayashi Dojo widoczne są także w Polsce. Co roku na zaproszenie AAI-Polska Polskę odwiedzają instruktorzy Aikido Kobayashi Dojos, tacy jak syn Senseia Yasuo Kobayashi, Sensei Hiroaki Kobayashi (7 dan, Dojo Cho Aikido Kobayashi Dojo), Shihan Urban Aldenklint (7 Dan,Iyasaka Dojo, Stockholm, Szwecja),Sensei Shinichiro Koyanagi Sensei (6 dan) i inni.